# Júdži Ide
Júdži Ide (井出 有治; * 21. ledna 1975, Saitama, Japonsko) je japonský automobilový závodník, který v roce 2006 jezdil ve Formuli 1 za tým Super Aguri F1 do té doby, než mu FIA odebrala superlicenci za časté kolize a nebezpečnou jízdu.

## Kariéra před Formulí 1

### Motokáry
Svou závodnickou kariéru odstartoval v roce 1990 na motokárách. Již v roce 1991 dokázal vyhrát národní šampionát v regionu Kantó. O roku později v roce 1992 skončil druhý v regionálním mistrovství východního Kantó v sérii AJ a vyhrál japonskou Grad Prix SS stock National GP. Následující roky prošel dalšími různými národními kartingovými šampionáty.

### Juniorské formule
Ide v letech 1994–1998 jezdil v japonské formuli 3. Během let 1999–2005 závodil v japonské Super-GT-sérii, ale zároveň měl možnost si vyzkoušet japonskou a francouzskou formuli 3 (2001, 2002) a také Formule Nippon (2003–2005), kde se v roce 2005 stal vicemistrem.

## Formule 1
V roce 2006 se stal druhým pilotem nově vzniklého týmu Super Aguri F1, kde obdržel startovní číslo 23. První jezdcem byl jeho krajan Takuma Sató.
Ovšem ve své první závodní sezoně ukazoval Ide velmi špatné výkony a pravidelně byl porážen svým týmovým kolegou. Při Grand Prix San Marina 2006 způsobil těžkou nehodu jezdce týmu Midland Christijana Alberse a FIA ho zbavila superlicence. Na jeho místo nastoupil při Grand Prix Evropy 2006 Francouz Franck Montagny.

## Kompletní výsledky ve Formuli 1
| Legenda k tabulce | Legenda k tabulce                                                                       |
| Barva             | Výsledek                                                                                |
| ----------------- | --------------------------------------------------------------------------------------- |
| Zlatá             | Vítěz                                                                                   |
| Stříbrná          | 2. místo                                                                                |
| Bronzová          | 3. místo                                                                                |
| Zelená            | Bodované umístění                                                                       |
| Modrá             | Nebodované umístění                                                                     |
| Modrá             | Dokončil neklasifikován (NC)                                                            |
| Fialová           | Odstoupil (Ret)                                                                         |
| Červená           | Nekvalifikoval se (DNQ)                                                                 |
| Červená           | Nepředkvalifikoval se (DNPQ)                                                            |
| Černá             | Diskvalifikován (DSQ)                                                                   |
| Bílá              | Nestartoval (DNS)                                                                       |
| Bílá              | Závod zrušen (C)                                                                        |
| Světle modrá      | Pouze trénoval (PO)                                                                     |
| Světle modrá      | Páteční testovací jezdec (TD)                                                           |
| Bez barvy         | Netrénoval (DNP)                                                                        |
| Bez barvy         | Vyřazen (EX)                                                                            |
| Bez barvy         | Nepřijel (DNA)                                                                          |
| Bez barvy         | Odvolal účast (WD)                                                                      |
| Bez barvy         | Nezúčastnil se (prázdné)                                                                |
| Označení          | Význam                                                                                  |
| Tučnost           | Pole position                                                                           |
| Kurzíva           | Nejrychlejší kolo                                                                       |
| †                 | Jezdec nedojel do cíle, ale byl klasifikován, protože odjel více než 90 % délky závodu. |
| ‡                 | Byl udělován poloviční počet bodů, protože bylo odjeto méně než 75 % délky závodu.      |
| Horní index       | Umístění bodujících jezdců ve sprintu                                                   |

| Rok  | Tým                 | Šasi             | Motor               | 1       | 2       | 3      | 4       | 5   | 6   | 7   | 8   | 9   | 10  | 11  | 12  | 13  | 14  | 15  | 16  | 17  | Body | Umístění  |
| ---- | ------------------- | ---------------- | ------------------- | ------- | ------- | ------ | ------- | --- | --- | --- | --- | --- | --- | --- | --- | --- | --- | --- | --- | --- | ---- | --------- |
| 2006 | Super Aguri F1 Team | Super Aguri SA05 | Honda RA806E 2.4 V8 | BHR Ret | MAL Ret | AUS 13 | SMR Ret | EUR | ESP | MON | GBR | CAN | USA | FRA | HUN | TUR | ITA | CHN | JPN | BRA | 0    | 26. místo |

## Kariéra po Formuli 1
V letech 2006–2008 se vrátil do Formule Nippon a závodil také v šampionátu Super-GT.